# Liste der Nummer-eins-Hits in den USA (2016)
Dies ist eine Liste der Nummer-eins-Hits in den USA im Jahr 2016. Sie basiert auf den Hot-100-Singlecharts, die von Billboard im Auftrag der Vertretung der Musikindustrie ermittelt werden. In beiden Listen wird auch das Streaming einbezogen. Die Chartwoche in den USA geht von Sonntag bis Samstag, Ausgabedatum der Chartlisten ist der letzte Tag dieser Woche, also der jeweilige Samstag.

## Singles
| ← 2015 ← | Liste der Nummer-eins-Hits in den USA | Liste der Nummer-eins-Hits in den USA | Liste der Nummer-eins-Hits in den USA | 2017 → |
| \| Zeitraum \| Wo. ges. \| Interpret \| Titel Autor(en) \| Zusätzliche Informationen \| \| (Zeitraum, Wochen auf Platz eins, Interpret, Titel, Autor[en], zusätzliche Informationen) \| \| \| \| \| \| ----------------------------------------------------------------------------------------- \| -------- \| ----------------------------- \| --------------------------------------------------------------------------------------------------------------------------------------------------- \| ----------------------------------------------------------------------------------------------------------------------------------------------------------------------------------------------------------------------------------------------------- \| \| 8. November 2015 – 16. Januar 2016 10 Wochen (insgesamt 10) \| 10 \| Adele \| Hello[1] Adele Adkins, Greg Kurstin \| Nachdem ihr das letzte Album bereits drei US-Nummer-eins-Hits eingebracht hatte, erreichte die Vorabsingle zum dritten Album die vierte Spitzenposition. Dazu war das Lied das erste, das sich in einer Woche über eine Million Mal verkaufte.[2] \| \| 17. Januar 2016 – 6. Februar 2016 3 Wochen \| 3 \| Justin Bieber \| Sorry[3] Justin Bieber, Julia Michaels, Justin Tranter, Sonny Moore, Michael Tucker \| – \| \| 7. Februar 2016 – 13. Februar 2016 1 Woche (insgesamt 2) \| 2 \| Justin Bieber \| Love Yourself Ed Sheeran, Benjamin Levin, Justin Bieber \| – \| \| 14. Februar 2016 – 20. Februar 2016 1 Woche \| 1 \| Zayn \| Pillowtalk[4] Zayn Malik, Levi Lennox, Anthony Hannides, Michael Hannides, Joe Garrett \| – \| \| 21. Februar 2016 – 27. Februar 2016 1 Woche (insgesamt 2) \| 2 \| Justin Bieber \| Love Yourself Ed Sheeran, Benjamin Levin, Justin Bieber \| – \| \| 28. Februar 2016 – 30. April 2016 9 Wochen \| 9 \| Rihanna feat. Drake \| Work[5] Jahron Braithwaite, Matthew Samuels, Allen Ritter, Rupert Thomas, Aubrey Drake Graham, Robyn Fenty, Monte Moir \| – \| \| 1. Mai 2016 – 14. Mai 2016 2 Wochen \| 2 \| Desiigner \| Panda[6] Sidney Selby III, Adnan Khan \| – \| \| 15. Mai 2016 – 21. Mai 2016 1 Woche (insgesamt 10) \| 10 \| Drake feat. WizKid & Kyla \| One Dance[7] Aubrey Drake Graham, Paul Jefferies, Noah Shebib, Logan Sama, Ayodeji Ibrahim Balogun, Themba Sekowe, Kyla Reid, Errol Reid, Luke Reid \| – \| \| 22. Mai 2016 – 28. Mai 2016 1 Woche \| 1 \| Justin Timberlake \| Can’t Stop the Feeling![8] Justin Timberlake, Max Martin, Karl Johan Schuster \| – \| \| 29. Mai 2016 – 30. Juli 2016 9 Wochen (insgesamt 10) \| 10 \| Drake feat. WizKid & Kyla \| One Dance Aubrey Drake Graham, Paul Jefferies, Noah Shebib, Logan Sama, Ayodeji Ibrahim Balogun, Themba Sekowe, Kyla, Errol Reid, Luke Reid \| – \| \| 31. Juli 2016 – 27. August 2016 4 Wochen \| 4 \| Sia feat. Sean Paul \| Cheap Thrills[9] Sia Furler, Greg Kurstin, Sean Paul Henriques \| Mit der zweiten Singleauskopplung ihres siebten Studioalbums, das nur aus Songs besteht, die Sia eigentlich für andere Künstler geschrieben hatte, erreicht die australische Sängerin das erste Mal den ersten Platz in den US-amerikanischen Charts. \| \| 28. August 2016 – 19. November 2016 12 Wochen \| 12 \| The Chainsmokers feat. Halsey \| Closer[10] Andrew Taggart, Ashley Frangipane, Shaun Frank, Frederic Kennett, Isaac Slade, Joe King \| – \| \| 20. November 2016 – 31. Dezember 2016 6 Wochen (insgesamt 7) \| 7 \| Rae Sremmurd feat. Gucci Mane \| Black Beatles Khalif Brown, Aaquil Brown, Radric Davis, Michael Williams \| – \| |                                       |                                       | | |
| ← 2015 |                                       |                                       | | → 2017 → |
| Zeitraum | Wo. ges.                              | Interpret                             | Titel Autor(en) | Zusätzliche Informationen |
| (Zeitraum, Wochen auf Platz eins, Interpret, Titel, Autor[en], zusätzliche Informationen) |                                       |                                       | | |
| 8. November 2015 – 16. Januar 2016 10 Wochen (insgesamt 10) | 10                                    | Adele                                 | Hello Adele Adkins, Greg Kurstin | Nachdem ihr das letzte Album bereits drei US-Nummer-eins-Hits eingebracht hatte, erreichte die Vorabsingle zum dritten Album die vierte Spitzenposition. Dazu war das Lied das erste, das sich in einer Woche über eine Million Mal verkaufte.        |
| 17. Januar 2016 – 6. Februar 2016 3 Wochen | 3                                     | Justin Bieber                         | Sorry Justin Bieber, Julia Michaels, Justin Tranter, Sonny Moore, Michael Tucker                                                                 | – |
| 7. Februar 2016 – 13. Februar 2016 1 Woche (insgesamt 2) | 2                                     | Justin Bieber                         | Love Yourself Ed Sheeran, Benjamin Levin, Justin Bieber                                                                                          | – |
| 14. Februar 2016 – 20. Februar 2016 1 Woche | 1                                     | Zayn                                  | Pillowtalk Zayn Malik, Levi Lennox, Anthony Hannides, Michael Hannides, Joe Garrett                                                              | – |
| 21. Februar 2016 – 27. Februar 2016 1 Woche (insgesamt 2) | 2                                     | Justin Bieber                         | Love Yourself Ed Sheeran, Benjamin Levin, Justin Bieber                                                                                          | – |
| 28. Februar 2016 – 30. April 2016 9 Wochen | 9                                     | Rihanna feat. Drake                   | Work Jahron Braithwaite, Matthew Samuels, Allen Ritter, Rupert Thomas, Aubrey Drake Graham, Robyn Fenty, Monte Moir                              | – |
| 1. Mai 2016 – 14. Mai 2016 2 Wochen | 2                                     | Desiigner                             | Panda Sidney Selby III, Adnan Khan | – |
| 15. Mai 2016 – 21. Mai 2016 1 Woche (insgesamt 10) | 10                                    | Drake feat. WizKid & Kyla             | One Dance Aubrey Drake Graham, Paul Jefferies, Noah Shebib, Logan Sama, Ayodeji Ibrahim Balogun, Themba Sekowe, Kyla Reid, Errol Reid, Luke Reid | – |
| 22. Mai 2016 – 28. Mai 2016 1 Woche | 1                                     | Justin Timberlake                     | Can’t Stop the Feeling! Justin Timberlake, Max Martin, Karl Johan Schuster                                                                       | – |
| 29. Mai 2016 – 30. Juli 2016 9 Wochen (insgesamt 10) | 10                                    | Drake feat. WizKid & Kyla             | One Dance Aubrey Drake Graham, Paul Jefferies, Noah Shebib, Logan Sama, Ayodeji Ibrahim Balogun, Themba Sekowe, Kyla, Errol Reid, Luke Reid      | – |
| 31. Juli 2016 – 27. August 2016 4 Wochen | 4                                     | Sia feat. Sean Paul                   | Cheap Thrills Sia Furler, Greg Kurstin, Sean Paul Henriques                                                                                      | Mit der zweiten Singleauskopplung ihres siebten Studioalbums, das nur aus Songs besteht, die Sia eigentlich für andere Künstler geschrieben hatte, erreicht die australische Sängerin das erste Mal den ersten Platz in den US-amerikanischen Charts. |
| 28. August 2016 – 19. November 2016 12 Wochen | 12                                    | The Chainsmokers feat. Halsey         | Closer Andrew Taggart, Ashley Frangipane, Shaun Frank, Frederic Kennett, Isaac Slade, Joe King                                                   | – |
| 20. November 2016 – 31. Dezember 2016 6 Wochen (insgesamt 7) | 7                                     | Rae Sremmurd feat. Gucci Mane         | Black Beatles Khalif Brown, Aaquil Brown, Radric Davis, Michael Williams                                                                         | – |

## Alben
| ← 2015 ← | Liste der Nummer-eins-Alben in den USA | Liste der Nummer-eins-Alben in den USA | Liste der Nummer-eins-Alben in den USA                                  | 2017 → |
| \| Zeitraum \| Wo. ges. \| Interpret \| Titel \| Zusätzliche Informationen \| \| (Zeitraum, Wochen auf Platz eins, Interpret, Titel, zusätzliche Informationen) \| \| \| \| \| \| ------------------------------------------------------------------------------ \| -------- \| ---------------------------------- \| --------------------------------------------------------------------------- \| -------------------------------------------------------------------------------------------------------------------------------------------------------------------------------------------------------------------------------------------- \| \| 27. Dezember 2015 – 23. Januar 2015 4 Wochen (insgesamt 10) \| 10 \| Adele \| 25[11] \| Seit 1991 Nielsen die elektronische Verkaufsermittlung übernahm, hatte sich kein Album auch nur annähernd so oft in einer Woche verkauft wie Adeles drittes Werk: 3,38 Millionen Mal. *NSYNC hatten es 2000 auf 2,42 Millionen gebracht.[12] \| \| 24. Januar 2016 – 30. Januar 2016 1 Woche (insgesamt 1) \| 1 \| David Bowie \| Blackstar (★)[13] \| – \| \| 31. Januar 2016 – 6. Februar 2016 1 Woche (insgesamt 1) \| 1 \| Panic! at the Disco \| Death of a Bachelor[14] \| Für die Band aus Las Vegas war es im fünften Anlauf das erste Nummer-eins-Album, zweimal hatten sie zuvor bereits Platz 2 der Billboard 200 erreicht. \| \| 7. Februar 2016 – 13. Februar 2016 1 Woche (insgesamt 10) \| 10 \| Adele \| 25 \| – \| \| 14. Februar 2016 – 20. Februar 2016 1 Woche (insgesamt 2) \| 2 \| Rihanna \| Anti[15] \| – \| \| 21. Februar 2016 – 27. Februar 2016 1 Woche (insgesamt 1) \| 1 \| Future \| Evol[16] \| – \| \| 28. Februar 2016 – 12. März 2016 2 Wochen (insgesamt 10) \| 10 \| Adele \| 25 \| – \| \| 13. März 2016 – 19. März 2016 1 Woche \| 1 \| The 1975 \| I Like It When You Sleep, for You Are So Beautiful Yet So Unaware of It[17] \| – \| \| 20. März 2016 – 26. März 2016 1 Woche \| 1 \| Kendrick Lamar \| untitled unmastered.[18] \| – \| \| 27. März 2016 – 2. April 2016 1 Woche (insgesamt 2) \| 2 \| Rihanna \| Anti \| – \| \| 3. April 2016 – 9. April 2016 1 Woche \| 1 \| Gwen Stefani \| This Is What the Truth Feels Like[19] \| – \| \| 10. April 2016 – 16. April 2016 1 Woche \| 1 \| Zayn \| Mind of Mine[20] \| – \| \| 17. April 2016 – 23. April 2016 1 Woche \| 1 \| Kanye West \| The Life of Pablo[21] \| – \| \| 24. April 2016 – 30. April 2016 1 Woche \| 1 \| The Lumineers \| Cleopatra[22] \| – \| \| 1. Mai 2016 – 7. Mai 2016 1 Woche \| 1 \| Prince \| The Very Best of Prince[23] \| – \| \| 8. Mai 2016 – 14. Mai 2016 1 Woche \| 1 \| Beyoncé \| Lemonade[24] \| Mit dem sechsten Studioalbum erreichte die Sängerin auch zum sechsten Mal Platz 1, außerdem kamen alle 12 Songs des Albums in der Debütwoche auch in die Singlecharts auf Platzierungen zwischen 10 und 63. \| \| 15. Mai 2016 – 16. Juli 2016 9 Wochen (insgesamt 13) \| 13 \| Drake \| Views[25] \| – \| \| 17. Juli 2016 – 23. Juli 2016 1 Woche \| 1 \| Blink-182 \| California[26] \| – \| \| 24. Juli 2016 – 12. August 2016 3 Wochen (insgesamt 13) \| 13 \| Drake \| Views \| – \| \| 13. August 2016 – 19. August 2016 1 Woche \| 1 \| DJ Khaled \| Major Key[27] \| – \| \| 20. August 2016 – 2. September 2016 2 Wochen \| 2 \| Original Motion Picture Soundtrack \| Suicide Squad: The Album[28] \| – \| \| 3. September 2016 – 9. September 2016 1 Woche \| 1 \| Frank Ocean \| Blonde[29] \| – \| \| 10. September 2016 – 16. September 2016 1 Woche \| 1 \| Barbra Streisand \| Encore: Movie Partners Sing Broadway[30] \| – \| \| 17. September 2016 – 23. September 2016 1 Woche \| 1 \| Travis Scott \| Birds in the Trap Sing McKnight[31] \| – \| \| 24. September 2016 – 30. September 2016 1 Woche \| 1 \| Jason Aldean \| They Don't Know[32] \| – \| \| 1. Oktober 2016 – 7. Oktober 2016 1 Woche (insgesamt 13) \| 13 \| Drake \| Views \| – \| \| 8. Oktober 2016 – 15. Oktober 2016 1 Woche \| 1 \| Shawn Mendes \| Illuminate[33] \| – \| \| 16. Oktober 2016 – 22. Oktober 2016 1 Woche \| 1 \| Solange \| A Seat at the Table[34] \| – \| \| 23. Oktober 2016 – 29. Oktober 2016 1 Woche \| 1 \| Green Day \| Revolution Radio[35] \| – \| \| 30. Oktober 2016 – 5. November 2016 1 Woche \| 1 \| Kings of Leon \| WALLS[36] \| – \| \| 6. November 2016 – 12. November 2016 1 Woche \| 1 \| Lady Gaga \| Joanne[37] \| – \| \| 13. November 2016 – 19. November 2016 1 Woche \| 1 \| Jeezy \| Trap or Die 3[38] \| – \| \| 20. November 2016 – 26. November 2016 1 Woche (insgesamt 2) \| 2 \| Bon Jovi \| This House Is Not for Sale[39] \| – \| \| 27. November 2016 – 3. Dezember 2016 1 Woche \| 1 \| A Tribe Called Quest \| We Got It From Here… Thank You 4 Your Service[40] \| – \| \| 4. Dezember 2016 – 10. Dezember 2016 1 Woche \| 1 \| Metallica \| Hardwired…to Self-Destruct[41] \| – \| \| 11. Dezember 2016 – 17. Dezember 2016 1 Woche (insgesamt 5) \| 5 \| The Weeknd \| Starboy[42] \| – \| \| 18. Dezember 2016 – 24. Dezember 2016 1 Woche \| 1 \| Various Artists \| The Hamilton Mixtape \| – \| \| 25. Dezember 2016 – 31. Dezember 2016 1 Woche \| 1 \| J. Cole \| 4 Your Eyez Only[43] \| – \| |                                        |                                        |                                                                         | |
| ← 2015 |                                        |                                        |                                                                         | → 2017 → |
| Zeitraum | Wo. ges.                               | Interpret                              | Titel                                                                   | Zusätzliche Informationen |
| (Zeitraum, Wochen auf Platz eins, Interpret, Titel, zusätzliche Informationen) |                                        |                                        |                                                                         | |
| 27. Dezember 2015 – 23. Januar 2015 4 Wochen (insgesamt 10) | 10                                     | Adele                                  | 25                                                                      | Seit 1991 Nielsen die elektronische Verkaufsermittlung übernahm, hatte sich kein Album auch nur annähernd so oft in einer Woche verkauft wie Adeles drittes Werk: 3,38 Millionen Mal. *NSYNC hatten es 2000 auf 2,42 Millionen gebracht. |
| 24. Januar 2016 – 30. Januar 2016 1 Woche (insgesamt 1) | 1                                      | David Bowie                            | Blackstar (★)                                                           | – |
| 31. Januar 2016 – 6. Februar 2016 1 Woche (insgesamt 1) | 1                                      | Panic! at the Disco                    | Death of a Bachelor                                                     | Für die Band aus Las Vegas war es im fünften Anlauf das erste Nummer-eins-Album, zweimal hatten sie zuvor bereits Platz 2 der Billboard 200 erreicht.                                                                                    |
| 7. Februar 2016 – 13. Februar 2016 1 Woche (insgesamt 10) | 10                                     | Adele                                  | 25                                                                      | – |
| 14. Februar 2016 – 20. Februar 2016 1 Woche (insgesamt 2) | 2                                      | Rihanna                                | Anti                                                                    | – |
| 21. Februar 2016 – 27. Februar 2016 1 Woche (insgesamt 1) | 1                                      | Future                                 | Evol                                                                    | – |
| 28. Februar 2016 – 12. März 2016 2 Wochen (insgesamt 10) | 10                                     | Adele                                  | 25                                                                      | – |
| 13. März 2016 – 19. März 2016 1 Woche | 1                                      | The 1975                               | I Like It When You Sleep, for You Are So Beautiful Yet So Unaware of It | – |
| 20. März 2016 – 26. März 2016 1 Woche | 1                                      | Kendrick Lamar                         | untitled unmastered.                                                    | – |
| 27. März 2016 – 2. April 2016 1 Woche (insgesamt 2) | 2                                      | Rihanna                                | Anti                                                                    | – |
| 3. April 2016 – 9. April 2016 1 Woche | 1                                      | Gwen Stefani                           | This Is What the Truth Feels Like                                       | – |
| 10. April 2016 – 16. April 2016 1 Woche | 1                                      | Zayn                                   | Mind of Mine                                                            | – |
| 17. April 2016 – 23. April 2016 1 Woche | 1                                      | Kanye West                             | The Life of Pablo                                                       | – |
| 24. April 2016 – 30. April 2016 1 Woche | 1                                      | The Lumineers                          | Cleopatra                                                               | – |
| 1. Mai 2016 – 7. Mai 2016 1 Woche | 1                                      | Prince                                 | The Very Best of Prince                                                 | – |
| 8. Mai 2016 – 14. Mai 2016 1 Woche | 1                                      | Beyoncé                                | Lemonade                                                                | Mit dem sechsten Studioalbum erreichte die Sängerin auch zum sechsten Mal Platz 1, außerdem kamen alle 12 Songs des Albums in der Debütwoche auch in die Singlecharts auf Platzierungen zwischen 10 und 63.                              |
| 15. Mai 2016 – 16. Juli 2016 9 Wochen (insgesamt 13) | 13                                     | Drake                                  | Views                                                                   | – |
| 17. Juli 2016 – 23. Juli 2016 1 Woche | 1                                      | Blink-182                              | California                                                              | – |
| 24. Juli 2016 – 12. August 2016 3 Wochen (insgesamt 13) | 13                                     | Drake                                  | Views                                                                   | – |
| 13. August 2016 – 19. August 2016 1 Woche | 1                                      | DJ Khaled                              | Major Key                                                               | – |
| 20. August 2016 – 2. September 2016 2 Wochen | 2                                      | Original Motion Picture Soundtrack     | Suicide Squad: The Album                                                | – |
| 3. September 2016 – 9. September 2016 1 Woche | 1                                      | Frank Ocean                            | Blonde                                                                  | – |
| 10. September 2016 – 16. September 2016 1 Woche | 1                                      | Barbra Streisand                       | Encore: Movie Partners Sing Broadway                                    | – |
| 17. September 2016 – 23. September 2016 1 Woche | 1                                      | Travis Scott                           | Birds in the Trap Sing McKnight                                         | – |
| 24. September 2016 – 30. September 2016 1 Woche | 1                                      | Jason Aldean                           | They Don't Know                                                         | – |
| 1. Oktober 2016 – 7. Oktober 2016 1 Woche (insgesamt 13) | 13                                     | Drake                                  | Views                                                                   | – |
| 8. Oktober 2016 – 15. Oktober 2016 1 Woche | 1                                      | Shawn Mendes                           | Illuminate                                                              | – |
| 16. Oktober 2016 – 22. Oktober 2016 1 Woche | 1                                      | Solange                                | A Seat at the Table                                                     | – |
| 23. Oktober 2016 – 29. Oktober 2016 1 Woche | 1                                      | Green Day                              | Revolution Radio                                                        | – |
| 30. Oktober 2016 – 5. November 2016 1 Woche | 1                                      | Kings of Leon                          | WALLS                                                                   | – |
| 6. November 2016 – 12. November 2016 1 Woche | 1                                      | Lady Gaga                              | Joanne                                                                  | – |
| 13. November 2016 – 19. November 2016 1 Woche | 1                                      | Jeezy                                  | Trap or Die 3                                                           | – |
| 20. November 2016 – 26. November 2016 1 Woche (insgesamt 2) | 2                                      | Bon Jovi                               | This House Is Not for Sale                                              | – |
| 27. November 2016 – 3. Dezember 2016 1 Woche | 1                                      | A Tribe Called Quest                   | We Got It From Here… Thank You 4 Your Service                           | – |
| 4. Dezember 2016 – 10. Dezember 2016 1 Woche | 1                                      | Metallica                              | Hardwired…to Self-Destruct                                              | – |
| 11. Dezember 2016 – 17. Dezember 2016 1 Woche (insgesamt 5) | 5                                      | The Weeknd                             | Starboy                                                                 | – |
| 18. Dezember 2016 – 24. Dezember 2016 1 Woche | 1                                      | Various Artists                        | The Hamilton Mixtape                                                    | – |
| 25. Dezember 2016 – 31. Dezember 2016 1 Woche | 1                                      | J. Cole                                | 4 Your Eyez Only                                                        | – |

## Jahreshitparaden
| ← 2015 ← | Liste der Nummer-eins-Hits in den USA | Liste der Nummer-eins-Hits in den USA      | Liste der Nummer-eins-Hits in den USA | 2017 →   |
| \| Singles \| Position# \| Alben \| \| -------------------------------------------------------------------------------------------------------------------------------------------------------------------------- \| --------- \| ------------------------------------------ \| \| Love Yourself Justin Bieber Ed Sheeran, Benjamin Levin, Justin Bieber \| 1 \| 25 Adele \| \| Sorry Justin Bieber , Julia Michaels, Justin Tranter, Sonny Moore, Michael Tucker \| 2 \| Views Drake \| \| One Dance Drake feat. WizKid & Kyla Aubrey Drake Graham, Paul Jefferies, Noah Shebib, Logan Sama, Ayodeji Ibrahim Balogun, Themba Sekowe, Kyla Reid, Errol Reid, Luke Reid \| 3 \| Purpose Justin Bieber \| \| Work Rihanna feat. Drake Jahron Braithwaite, Matthew Samuels, Allen Ritter, Rupert Thomas, Aubrey Drake Graham, Robyn Fenty, Monte Moir \| 4 \| Lemonade Beyoncé \| \| Stressed Out Twenty One Pilots Tyler Joseph \| 5 \| Anti Rihanna \| \| Panda Desiigner Sidney Selby III, Adnan Khan \| 6 \| Blurryface Twenty One Pilots \| \| Hello Adele Adele Adkins, Greg Kurstin \| 7 \| Traveller Chris Stapleton \| \| Don’t Let Me Down The Chainsmokers feat. Daya Andrew Taggart, Emily Warren, Scott Harris \| 8 \| Made in the A.M. One Direction \| \| Can’t Stop the Feeling! Justin Timberlake , Max Martin, Karl Johan Schuster \| 9 \| Beauty Behind the Madness The Weeknd \| \| Closer The Chainsmokers feat. Halsey Andrew Taggart, Ashley Frangipane, Shaun Frank, Frederic Kennett, Isaac Slade, Joe King \| 10 \| Hamilton: An American Musical (Soundtrack) \| |                                       |                                            |                                       |          |
| ← 2015 |                                       |                                            |                                       | → 2017 → |
| Singles | Position#                             | Alben                                      |                                       |          |
| Love Yourself Justin Bieber Ed Sheeran, Benjamin Levin, Justin Bieber | 1                                     | 25 Adele                                   |                                       |          |
| Sorry Justin Bieber , Julia Michaels, Justin Tranter, Sonny Moore, Michael Tucker | 2                                     | Views Drake                                |                                       |          |
| One Dance Drake feat. WizKid & Kyla Aubrey Drake Graham, Paul Jefferies, Noah Shebib, Logan Sama, Ayodeji Ibrahim Balogun, Themba Sekowe, Kyla Reid, Errol Reid, Luke Reid | 3                                     | Purpose Justin Bieber                      |                                       |          |
| Work Rihanna feat. Drake Jahron Braithwaite, Matthew Samuels, Allen Ritter, Rupert Thomas, Aubrey Drake Graham, Robyn Fenty, Monte Moir | 4                                     | Lemonade Beyoncé                           |                                       |          |
| Stressed Out Twenty One Pilots Tyler Joseph | 5                                     | Anti Rihanna                               |                                       |          |
| Panda Desiigner Sidney Selby III, Adnan Khan | 6                                     | Blurryface Twenty One Pilots               |                                       |          |
| Hello Adele Adele Adkins, Greg Kurstin | 7                                     | Traveller Chris Stapleton                  |                                       |          |
| Don’t Let Me Down The Chainsmokers feat. Daya Andrew Taggart, Emily Warren, Scott Harris | 8                                     | Made in the A.M. One Direction             |                                       |          |
| Can’t Stop the Feeling! Justin Timberlake , Max Martin, Karl Johan Schuster | 9                                     | Beauty Behind the Madness The Weeknd       |                                       |          |
| Closer The Chainsmokers feat. Halsey Andrew Taggart, Ashley Frangipane, Shaun Frank, Frederic Kennett, Isaac Slade, Joe King | 10                                    | Hamilton: An American Musical (Soundtrack) |                                       |          |